# Синицын, Алексей Владимирович
Алексей Владимирович Сини́цын (род. 13 января 1976 года, Кемерово) — российский государственный и политический деятель. Сенатор Российской Федерации — представитель от исполнительного органа государственной власти Кемеровской области с 17 сентября 2018 года. Первый заместитель председателя Комитета Совета Федерации по экономической политике. Секретарь Кузбасского регионального отделения партии «Единая Россия» с 27 октября 2015 года.
Руководитель межрегионального совета партии «Единая Россия» по Сибирскому федеральному округу.
Кандидат экономических наук.
Из-за поддержки нарушения территориальной целостности Украины во время российско-украинской войны находится под персональными международными санкциями  Евросоюза, США, Великобритании и ряда других стран.

## Биография
Родился 13 января 1976 года в Кемерово. Закончил Кемеровский государственный университет. Работал адвокатом.
C 2013 по 2016 годы — председатель комитета по вопросам государственного устройства и местного самоуправления Совета народных депутатов Кемеровской области.
C 2016 по 2018 годы — председатель облсовета.
С июня 2018 по сентябрь 2018 год был заместителем главы администрации Кемеровской области.

## Награды
- Почетная грамота Федеральной палаты адвокатов России, 2008 г.;
- Благодарность Председателя Совета Федерации Федерального Собрания РФ, 2014 г.;
- Грамота Президента РФ к памятной медали «XXII Олимпийские зимние игры и XI паралимпийские зимние игры 2014 года в г. Сочи» 2014 г.;
- Благодарность Председателя Партии «ЕДИНАЯ РОССИЯ» Д. А. Медведева 2016 г.
- Медаль «За веру и добро», 2004 г.;
- Медаль «За служение Кузбассу», 2010 г.;
- Медаль «За особый вклад в развитие Кузбасса» III степени, 2013 г.;
- Почетная грамота Адвокатской палаты Кемеровской области, 2013 г.;
- Медаль «70 лет Кемеровской области», 2013 г.;
- Медаль «За особый вклад в развитие Кузбасса» II степени, 2014 г.;
- Почетный знак "Золотой знак «Кузбасс», 2015 г.;
- Медаль «60 лет г. Междуреченску», 2015 г.